# Dekese (territoire)
Le territoire de Dekese est une entité déconcentrée de la province du Kasaï en république démocratique du Congo.

## Géographie
Le territoire s'étend au nord de la province du Kasaï. Il a une superficie de 25 173 km2.

## Histoire
Avant la réforme administrative de 2015, il fait partie du district du Kasaï.

## Commune
Le territoire compte une commune rurale de moins de 80 000 électeurs.
- Dekese, (7 conseillers municipaux)

## Chefferies
Il est divisé en 2 chefferies :
- Dekese-Ikolombe-Isolu
- Yaelima